# Lineaire onafhankelijkheid
Binnen een vectorruimte {\displaystyle V} over een lichaam (Ned) / veld (Be) {\displaystyle K}  wordt een stelsel vectoren {\displaystyle \mathbf {v_{1}} ,\mathbf {v_{2}} ,\ldots ,\mathbf {v_{n}} } aangeduid als lineair onafhankelijk of vrij, als geen van deze vectoren een lineaire combinatie is van de andere vectoren. 

## Definitie
De {\displaystyle n} vectoren {\displaystyle \mathbf {v_{1}} ,\mathbf {v_{2}} ,\ldots ,\mathbf {v_{n}} } in een vectorruimte over {\displaystyle K} heten lineair onafhankelijk, indien de enige lineaire combinatie van deze vectoren die de nulvector oplevert, de triviale combinatie met alle coëfficiënten gelijk aan 0 is. Dat betekent dus dat voor willekeurige scalairen {\displaystyle \alpha _{1},\alpha _{2},\ldots ,\alpha _{n}\in K} geldt dat wanneer
{\displaystyle \alpha _{1}\mathbf {v_{1}} +\alpha _{2}\mathbf {v_{2}} +\ldots +\alpha _{n}\mathbf {v_{n}} =0}
het niet anders kan dan dat
{\displaystyle \alpha _{1}=\alpha _{2}=\ldots =\alpha _{n}=0}.
Als de vectoren niet lineair onafhankelijk zijn, heten ze lineair afhankelijk. De dimensie van de vectorruimte is gelijk aan het maximale aantal lineair onafhankelijke vectoren.
De definitie wordt uitgebreid naar een oneindig stelsel vectoren. Een oneindig stelsel heet lineair onafhankelijk, als elke eindige deelverzameling dat is.

## Voorbeelden

### Voorbeeld 1
Om na te gaan of de vectoren {\displaystyle (1,0)} en {\displaystyle (-1,2)} in de {\displaystyle \mathbb {R} ^{2}} lineair onafhankelijk zijn, stelt men een lineaire combinatie van de twee vectoren gelijk aan de nulvector:
{\displaystyle a(1,0)+b(-1,2)=(0,0)}
Dan volgt
{\displaystyle a(1,0)+b(-1,2)=(a,0)+(-b,2b)=(a-b,2b)=(0,0),}
zodat:
{\displaystyle a=0} en {\displaystyle b=0}.
Het blijkt dat de coëfficiënten {\displaystyle a} en {\displaystyle b} beide 0 moeten zijn. De vectoren zijn dus lineair onafhankelijk.

### Voorbeeld 2
De vectoren {\displaystyle (1,0,-2),(3,2,0)} en {\displaystyle (4,2,-2)} in de {\displaystyle \mathbb {R} ^{3}} zijn lineair afhankelijk. Het is bijvoorbeeld mogelijk om elke vector uit te drukken als een lineaire combinatie van de overige twee. Zo is 
{\displaystyle (4,2,-2)=(1,0,-2)+(3,2,0)}
De vector 
{\displaystyle (4,2,-2)} is dus afhankelijk van de andere twee.
Ook volgt dat
{\displaystyle (4,2,-2)-(1,0,-2)-(3,2,0)=0}
De nulvector kan dus worden geschreven als een lineaire combinatie van de drie vectoren zonder dat alle coëfficiënten 0 moeten zijn.

## Eigenschappen
- Een enkele vector ongelijk aan de nulvector is vanzelf een lineair onafhankelijk stelsel.
- Een deelverzameling van een aantal lineair onafhankelijke vectoren is wederom een lineair onafhankelijk stelsel.
- De vectoren in verzameling welke de nulvector bevat, zijn lineair afhankelijk.
- Genummerde vectoren waarvan er geen de nulvector is, zijn lineair afhankelijk dan en slechts dan als er een vector is, die een lineaire combinatie is van de vectoren met een lager nummer.
- Als men {\displaystyle k} vectoren {\displaystyle \mathbf {v_{1}} ,\mathbf {v_{2}} ,\ldots ,\mathbf {v_{k}} } van de vectorruimte {\displaystyle \mathbb {R} ^{n}} als rijen plaatst in een matrix {\displaystyle A}, dan is de rang van {\displaystyle A} gelijk aan het maximale aantal lineair onafhankelijke vectoren in de vectorruimte opgespannen door {\displaystyle \mathbf {v_{1}} ,\mathbf {v_{2}} ,\ldots ,\mathbf {v_{k}} }.
- Zij {\displaystyle \mathbf {V} } een vectorruimte in {\displaystyle n} dimensies en {\displaystyle \mathbf {W} } in {\displaystyle n} dimensies. {\displaystyle \mathbf {V} } wordt dus door {\displaystyle n} vectoren opgespannen en {\displaystyle \mathbf {W} } door {\displaystyle m} vectoren. Veronderstel dat {\displaystyle n>m}, dan is er een vector {\displaystyle \mathbf {v} \in \mathbf {V} } een vector, zodat wanneer {\displaystyle \mathbf {v} } aan {\displaystyle \mathbf {W} } wordt toegevoegd, {\displaystyle \mathbf {W} } nog steeds onafhankelijk is.